# Fruta (EP)
Fruta es el segundo extended play del cantante y compositor mexicano Caloncho, lanzado el 18 de junio de 2013, fue producido por el también cantante mexicano Siddhartha después de haber escuchado su demo casero Homeotermo. Fue distribuido por Universal Music México, y se compone de 5 canciones originales escritas por Caloncho y Siddhartha.
El EP recibió varios premios y nominaciones, entre las que se encuentran dos Premios IMAS por disco pop y disco solista y una nominación al Grammy Latino por mejor álbum alternativo en 2014.

## Lista de canciones
| Lista de canciones |                   |                                                                    |          |  |
| N.º                | Título            | Escritor(es)                                                       | Duración |  |
| 1.                 | «Palmar»          | Oscar Alfonso Castro Valenzuela • Jorge Siddhartha González Ibarra | 3:11     |  |
| 2.                 | «Chupetazos»      | Castro Valenzuela                                                  | 2:51     |  |
| 3.                 | «La chora»        | Castro Valenzuela • González Ibarra                                | 3:12     |  |
| 4.                 | «Julia (Lullaby)» | Castro Valenzuela                                                  | 2:49     |  |
| 5.                 | «Pasa el tiempo»  | Castro Valenzuela • González Ibarra                                | 3:21     |  |
| 14:44              |                   |                                                                    |          |  |

## Premios y nominaciones

### Galardones
| Año  | Entrega      | Categoría     | Nominación | Resultado | Ref.  |
| ---- | ------------ | ------------- | ---------- | --------- | ----- |
| 2014 | Premios IMAS | Disco pop     | Fruta      | Ganador   | [ 5 ] |
| 2014 | Premios IMAS | Disco solista | Fruta      | Ganador   | [ 6 ] |

### Nominaciones
| Año  | Entrega       | Categoría               | Nominación | Resultado | Ref.  |
| ---- | ------------- | ----------------------- | ---------- | --------- | ----- |
| 2014 | Grammy Latino | Mejor álbum alternativo | Fruta      | Nominado  | [ 7 ] |